# Philip Stanton
Philip Stanton (Columbus, Ohio, 1962) es un artista y autor estadounidense.

## Biografía

### Formación
Nacido en Columbus, Ohio (EE. UU.) a los cuatro años, se trasladó con su familia a la costa este de Florida, cerca de Cabo Kennedy. Stanton obtuvo su Bachelor of Fine Arts Degree (BFA) en 1985 de Rollins College, en Winter Park, Florida. En 1985 se presentó al Master of Fine Arts Program (MFA) de la School of Visual Arts (SVA) de la ciudad de Nueva York. Fue aceptado en el programa junto a otros dieciséis estudiantes. En 1987 se graduó con honores en el renombrado programa.
En 1988, después de trabajar con Jean-Claude Suarès en Nueva York como director de arte y diseñador en una de las principales editoriales norteamericanas, Simon & Schuster en la división de Prentice Hall Press, se traslada a Barcelona, donde forma el grupo de diseño Stanton Studio.

### Barcelona
La ciudad de Barcelona ha sido un punto de referencia importante en la obra de Stanton. Los colores y el dinamismo del mediterráneo, así como su admiración por los grandes maestros del arte del siglo XX como Picasso y Matisse, están reflejados en muchos de sus proyectos. 
Desde 1988 ha participado en más de 60 exposiciones individuales y colectivas, y colabora con periódicos y revistas (sus portadas de la sección de cultura de La Vanguardia fueron premiados por la ADGFAD y European Illustration/Illustration Now), así como con numerosas empresas nacionales e internacionales. Sus trabajos han sido ganadores de premios Laus, Best Pack, Destino Apel.les Mestres y el premio Junceda de ilustración entre otros. 
Desde 1995 es profesor de ilustración, y coordinador del curso postgraduado de ilustración creativa de EINA, Escuela de Arte y Diseño de Barcelona.
Director del grupo de diseño Stanton Studio. Desde Barcelona (España), crea proyectos visuales en múltiples disciplinas. Como ilustrador, diseñador o pintor, su obra incluye proyectos urbanos de gran formato, libros infantiles, escenografías o campañas publicitarias.

### Obras destacables
Es autor de las espectaculares instalaciones del Palacio Robert (1997-98), el Aquarium de Barcelona (1998), la ceremonia de inauguración de la Copa de Europa (1999) en Barcelona, la escenografía de la gira "Serrat-Tarrés" de Joan Manuel Serrat (2000), el mural perimetral de la Torre Agbar del arquitecto Jean Nouvel (2001), la decoración de la estación de metro de Sagrada Familia (2002), la fachada del edificio PG45 (2006) y las carrozas de los patrocinadores de la Cabalgata de Reyes (2007) del Ajuntament de Barcelona Archivado el 7 de diciembre de 2012 en Wayback Machine..

### Autor e ilustrador
Como ilustrador de libros para niños y adultos, ha publicado más de 40 títulos, incluyendo colaboraciones con autores como Emili Teixidor, Jordi Sierra i Fabra, Ray Bradbury, Naguib Mahfouz, Lee Bennett Hopkins, J. Patrick Lewis, Juan Carlos Martín Ramos, Tomàs Garcés y Jorge Zentner. A su vez, es autor e ilustrador de la serie de álbumes ilustrados "La Gata Misha", publicados en España por Grupo SM.
Su trabajo ha sido publicado y/o traducido al inglés, español, francés, holandés, catalán e italiano.

### Como autor e ilustrador
- ¿Cómo te encuentras? Ed. Casterman, 1995, España

- Com et trobes? Ed. Casterman, 1995, España

- Comment te sents-tu? Ed. Casterman, 1995, Francia

- Hoe voel je je? Ed. Casterman, 1995, Holanda

- ¿Sonidos o ruidos? Norma Editorial, 1995, España

- ¿Sons o sorolls? Norma Editorial, 1995, España

- Jolis sons ou vilains bruits? Ed. Casterman, 1995, Francia

- Wat voor geluid maakt het? Ed. Casterman, 1995, Holanda

- ¡No quiero ser violeta! de la colección “Misha, la gata violeta” Grupo SM, 2006, España

- ¡Hoy no voy al cole! de la colección “Misha, la gata violeta” Grupo SM, 2006, España

- Es mío, ¡devuélvemelo! de la colección “Misha, la gata violeta” Grupo SM, 2006, España

- ¡No tengo sueño! de la colección “Misha, la gata violeta” Grupo SM, 2006, España
- El dentista es un monstruo, from the collection “Misha, la gata violeta” Grupo SM, 2007, Spain
- Un hermano, ¿para qué?, from the collection “Misha, la gata violeta” Grupo SM, 2007, Spain
- No vull ser violeta! de la colección “Misha, la gateta violeta” Ed. Baula, 2009, España
- És meu, Torna-m’ho! de la colección “Misha, la gateta violeta” Ed. Baula, 2009, España
- Avui no aniré a l’escola! de la colección “Misha, la gateta violeta” Ed. Baula, 2009, España
- No Tinc Son! de la colección “Misha, la gateta violeta” Ed. Baula, 2009, España
- El dentista és un monstre! de la colección “Misha, la gateta violeta” Ed. Baula, 2009, España
- Un germanet, per a què? de la colección “Misha, la gateta violeta” Ed. Baula, 2009, España

### Como ilustrador
- Barcelona, la ciudad de los niños. Ediciones Pau S.L., 1995, España

- Las noches de las mil y una noches Círculo de Lectores, 1997, España

- Aigua. Consorci de l’Auditori i l’Orquestra, 2003, España

- Ring 1-2-3 y el mundo nuevo. Premio Apel·les Mestres Editorial Planeta, S.A., 2003, España

- En Ring 1-2-3 i el món nou. Premio Apel·les Mestres Editorial Planeta, S.A., 2003, España

- Cócteles Ilustrados. Blur ediciones, 2004, España

- Poemamundi. Grupo Anaya, 2004, España

- En Ring 1-2-3 i el món nou. (formato rústico) Planeta & Oxford, 2005, España

- Intercanvi. Perspectiva Editorial Cultural, S.A. - Aura Comunicació, 2005, España

- Got Geography!. Greenwillow Books an imprint of HarperCollins, 2006, USA

- Cançó de Sega. Ed. Cruïlla, 2006, España

- La Casa Vella. Editorial Planeta, 2007, España

- La Casa Vieja. Editorial Planeta, 2007, España
- En Ring 1-2-3 i la Lupa. Planeta & Oxford, 2007, España
- Blind. Editorial Easy Readers, 2008, Dinamarca
- A la Tierra le ha salido una gotera. Grupo SM, 2008, España
- La Terra té una gotera. Grupo SM, 2008, España
- La cuina del Català de l´any. Editorial Primera Plana, 2008 España
- Chuf Chuf. Editorial Macmillan, 2009, España
- Txuf Txuf. Editorial Macmillan, 2009, España
- Gotas de colores. Editorial Satélite K, 2009, España
- Gotes de colors. Editorial Satélite K, 2009, España
- Josete y Bongo van de safari, 2010 Macmillan infantil. España

### Portadas o contribuciones
- Entre amigas. Ediciones Destino, 1999, España

- En la soledad del alba. Sopec Editorial, 1999, España

- Mis primeras 80.000 palabras. Media Vaca, 2002, España

- El topo a la luz del día. El Aleph, 2003, España

## Honores y premios
- 1984 Beca Sullivan, Rollins College

- 1984 Beca Orlando Advertising Foundation (OAF)

- 1985 Beca Orlando Advertising Foundation (OAF)

- 1984 Who´s Who in American Colleges and Universities

- 1985 Who´s Who in American Colleges and Universities

- 1985 Beca de Pintura Albin C. Polasek Foundation

- 1985 Beca Cornell Foundation

- 1985 Beca de Pintura, Fishbach Foundation

- 1986 Beca de Periodismo Scripps Howard Newspaper Foundation

- 1987 Beca de Pintura Fred C. Koch Foundation

- 1987 Beca de Pintura Winter Park Community Trust Fund Beca

- 1987 Beca de Pintura MFA Leslie T. Posey Foundation (enlace roto disponible en Internet Archive; véase el historial, la primera versión y la última).

- 1987 Award of Merit, CES Packaging Design Exposition, New York

- 1989 British Design and Art Direction Annual, London

- 1990 LAUS ADG-FAD Premios de Diseño: 3 bronces

- 1990 European Illustration/Illustration Now Juried Annual, 8 páginas seleccionadas

- 1991 LAUS ADG-FAD: 1 plata, 2 bronces

- 1992 LAUS ADG-FAD: 1 plata

- 1993 LAUS ADG-FAD: Trofeo Alimentario

- 1993 LAUS ADG-FAD: 1 plata, 1 bronce

- 1994 Cresta Awards: Finalist, New York

- 1994 Typography 15, Type Director´s Club, New York

- 1994 LAUS ADG-FAD: 1 plata

- 1995 LAUS ADG-FAD: 1 plata

- 1996 Premis Barcelona de Diseño: 1 oro

- 1998 Cartel de Centenario del Real Club de Tenis de Barcelona

- 2001 Cartel del XX Aniversario de la "Setmana del Cava"

- 2002 Finalista Concurso Nacional de Carteles "Marc Martí" (enlace roto disponible en Internet Archive; véase el historial, la primera versión y la última).

- 2002 Trofeo Plata Premios "Best Pack"

- 2003 XXIII Premio Destino Apel.les Mestres por “Ring 1-2-3 y el mundo nuevo”

- 2005 Premio Junceda de Ilustración APIC, Barcelona

### Libros
- AAVV. “El pols dels dies. 125 anys de La Vanguardia”, Daniel Giralt Miracle (autor sección de ilustración), Barcelona: La Vanguardia, 2006. Pag. 106 y 107

- Ignasi Vich. “World’s sign selection”, Barcelona: Index Book, 2002. Pag. 95, 107, 143

- Ramón Ubeda y Cristina Diaz. “Terminal B. Vol. I”, Barcelona; FAD (Foment de les arts Decoratives), 2007. Pag. 360-361

- Daniel Giralt Miracle. “Dibuixants, humoristes i il·lustradors de La Vanguardia 1881-2006”, Barcelona: Fundació Caixa Girona, 2006. Pag. 147

- James Henry Mann Jr, Nicolas Lampert, Raquel Pelta, Nadxieli Mannello. “Carteles contra una guerra. Signos por la paz”, Barcelona: Editorial Gustavo Gili, 2003

- Various authors. “Retrat de Barcelona. Vol II”, Carles Prats (autor sección de “Una Nova visió global”) Barcelona: Centre de Cultura Contemporània de Barcelona, 1995 Pag. 158-159

- Àngels Manzano, Ramón Úbeda, Maichael Bahr, Cristina Díaz. “Pez de Plata. Barcelona. Ciudad, creación, color”, Barcelona: BMW Ibérica, 2006. Pag. 68-69

- Various authors. “Nessuno uniforme. Grafica contro la guerra”, Milano: AIAP Assoziazione Italiana Progettazione per la Comunicazione Visiva, 2003. Pag. 19, 34 y 35.

### Prensa
- Tomás Hornos. “Ilustrar una atmósfera, el tono, sugerir interpretaciones”.

Artegráfica. N.º 10 (febrero de 2005), p. 6-22 
- Carlos Díaz. “Stanton Studio. Creación sin etiquetas”.

Visual. N.º 96 (2004) p. 116-122, 
- Emili Teixidor. “Philip Stanton. Diario visual”

Suplemento Culturas, La Vanguardia, 21/06/2004, p. 12-13
- Antoni Mañach Moreno. “Philip Stanton”

Revista Codig n.º 72 (2003) p. 6 – 11 
- Richard Schweid. “An exuberant cubist”

Barcelona Metropolitan, n.º 64 (mayo de 2002). p. 12-14
- Philip Stanton. “Cuadernos de Bolonia”.

CLIJ Cuadernos de Literatura Infantil y Juvenil. N.º 18 (marzo de 2005) p. 56-59 
- Philip Stanton, “Autorretrato”

CLIJ Cuadernos de Literatura Infantil y Juvenil. N.º 169 (marzo de 2004) p. 41-43 http://
- Ricardo Nuno, “Interview with Philip Stanton”, (en línea)

Barceloca.com (July 19th 2002)
- Datos: Q7184421